# Bó hoa

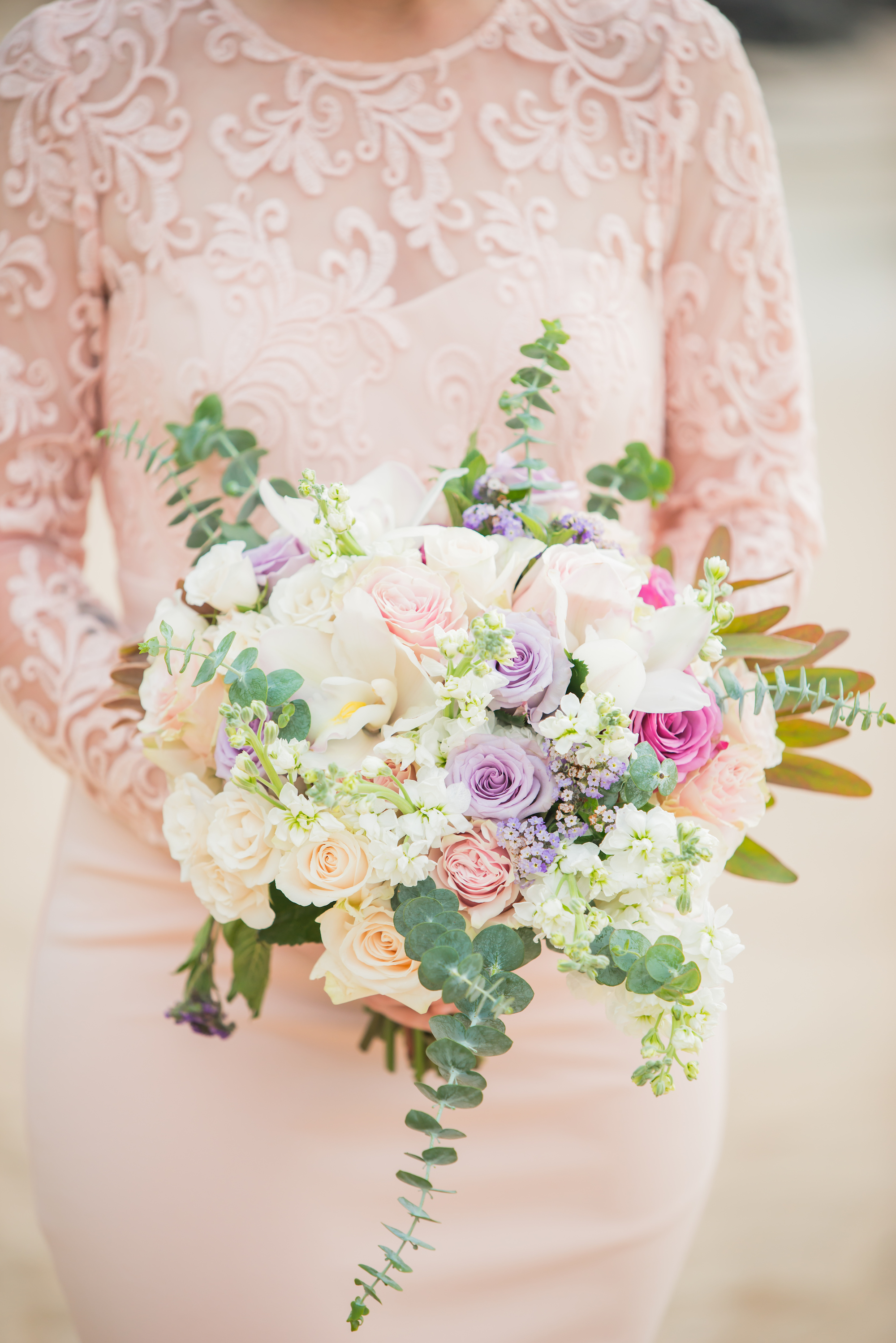
Một bó hoa cưới nổi bật với các bông hồng mang tính biểu tượng

Bó hoa (Flower bouquet) là một bó tập hợp các bông hoa và nhành hoa được sắp xếp sáng tạo hoặc theo thứ tự một cách thẩm mỹ. Bó hoa có thể được sắp xếp để trang trí nhà cửa hoặc các tòa nhà công cộng hoặc có thể là bó hoa cầm tay (ví dụ như bó hoa cưới). Một số hình dạng và kiểu dáng phổ biến phân loại bó hoa cầm tay, bao gồm bó hoa bó buộc lại, bó hoa hình lưỡi liềm và bó hoa xếp tầng. Bó hoa thường được tặng cho những dịp đặc biệt như sinh nhật, ngày kỷ niệm hoặc tang lễ. Người ta cũng thường chuẩn bị những bó hoa trong lễ cưới và tại lễ trao huy chương Thế vận hội để trao tặng. Bó hoa cũng được trang trí, cắp trong bình hoặc cắm trong chậu trồng cây nhằm trang trí nhà cửa, và thường được bài trí theo bố cục, phong cách truyền thống hoặc hiện đại. Tùy theo từng nền văn hóa mà tính biểu tượng, thông điệp, ý nghĩa của bó hoa có thể được gắn liền với từng loại hoa được sử dụng. Theo truyền thống, cô dâu cũng sẽ mang theo một bó hoa nhỏ bên mình, trong suốt buổi lễ cô dâu sẽ cầm bó hoa, và phù dâu cũng cầm theo một bó hoa. Sau khi lễ cưới thành toàn, cô dâu sẽ ném bó hoa ra đằng sau, và người ta tin rằng bất cứ ai chưa lập gia đình nếu chụp được bó hoa này thì sẽ là người tiếp theo lên xe hoa.

## Tổng quan
Việc sắp xếp hoa để trang trí nhà cửa hoặc tòa nhà có lịch sử lâu đời trên toàn thế giới. Bằng chứng lâu đời nhất về việc sắp xếp các bó hoa nghệ thuật trong bình có từ Ai Cập cổ đại, và các mô tả về cách sắp xếp hoa có niên đại từ Vương quốc Cổ (~2500 TCN). Hoa sen thiêng, cũng như các loại thảo mộc, cây cọ, hoa diên vĩ, hoa hải quỳ và hoa thủy tiên, thường được sử dụng cho các dịp trang trọng. Việc sử dụng hoa tươi sớm nhất được ghi nhận là làm đồ dùng tang lễ và đồ trang trí tang lễ. Biểu tượng hoa có nguồn gốc từ Châu Á và Trung Đông, nơi một số loài hoa, chẳng hạn như hoa sen (Nelumbo nucifera), được coi là thiêng liêng hoặc ít nhất là gắn liền với các chủ đề tâm linh. Điều này thường được phản ánh trong tác phẩm nghệ thuật, ví dụ, việc sử dụng tre trong nghệ thuật Trung Quốc để tượng trưng cho sự trường thọ và vĩnh cửu. 
Ngôn ngữ của hoa được Mary Wortley tước danh Quý bà Montague, người chồng của bà là Đại sứ tại Thổ Nhĩ Kỳ, giới thiệu đến Anh vào đầu thế kỷ XVIII. Đến thời đại Victoria, hầu như mọi loài hoa đều có một ý nghĩa cụ thể. Những bó hoa Nosegay hoặc "Tussie mussie" nhỏ có thể bao gồm hoa cúc La Mã, mà một người phụ nữ có thể gửi cho người yêu để nói với anh ta rằng "Hãy kiên nhẫn"; hoa cúc vàng (Goldenrod) tượng trưng cho sự do dự. 
Thuật ngữ "Tussie-mussie" đôi khi được dùng thay thế cho Nosegay. Một bó hoa thơm cũng được gọi là "bó hoa biết nói" hoặc "bông hoa thơ" trong thời đại Victoria khi chúng trở thành một món quà phổ biến. Hoa Tussie mussies được du nhập vào Anh vào đầu thế kỷ XVIII và trở thành phụ kiện thời trang cho phụ nữ trẻ vào đầu thế kỷ XIX. Tussie mussie là một bó hoa tròn nhỏ giống như bó hoa bó nhưng mang ý nghĩa tượng trưng dựa trên ngôn ngữ của loài hoa, trong đó những bông hoa cụ thể tượng trưng cho những tình cảm. Chúng thường được những người yêu nhau trao đổi, họ gửi tin nhắn cho nhau dựa trên những bông hoa được sử dụng trong bó hoa. Theo truyền thống, Tussie mussie được sắp xếp trong một hộp đựng hình nón hoặc hình sừng dê làm bằng thiếc hoặc bạc, có gắn một sợi xích để mang bó hoa. Có một xu hướng mới của Ramo Buchon cho bó hoa cưới. Ramo Buchon là một bó hoa hồng có hình vòm, được bó chặt, được trang trí và được gói bằng giấy lạ mắt. Bó hoa này là sự kết hợp hoàn hảo giữa phong cách và chất liệu.